# Bảng feet
Bản feet là một đơn vị đo lường thể tích gỗ xẻ ở Hoa Kỳ và Canada. Nó là thể tích của một tấm ván chiều dài một feet, rộng một feet và dày một inch.
Bảng feet có thể được viết tắt FBM (cho "feet, thước đo bảng"), BDFT hoặc BF. Hàng ngàn bảng feet có thể được viết tắt là MFBM, MBFT hoặc MBF. Tương tự, hàng triệu bảng có thể được viết tắt là MMFBM, MMBFT hoặc MMBF.
Ở Úc và New Zealand, thuật ngữ super foot hay superficial foot được sử dụng có nghĩa tương tự.
Bảng feet là đơn vị đo cho gỗ thô (trước khi sấy và bào mà không có bất kì sự điều chỉnh nào) hoặc gỗ xẻ/diện tích. Một ví dụ về quy hoạch gỗ là gỗ mềm 2 × 4 người ta sẽ mua ở một cửa hàng bán lẻ gỗ lớn. 2 × 4 thực sự chỉ có 1+1⁄2 in × 3+1⁄2 in (38 mm × 89 mm) nhưng kích thước của gỗ xẻ khi mua sỉ vẫn có thể được biểu thị là gỗ xẻ 2 × 4 đầy đủ, mặc dù "tiêu chuẩn" có thể khác nhau giữa các nhà cung cấp. Điều này có nghĩa là gỗ xẻ danh nghĩa bao gồm không gian xung quanh bảng vật chất khi tính toán bảng feet trong một số trường hợp, trong khi phép đo thực sự của "bảng feet" phải được giới hạn ở kích thước thực của bảng.
Đối với gỗ xẻ được bào, bảng feet tham khảo độ dày và chiều rộng danh nghĩa của gỗ xẻ, được tính theo nguyên tắc trên kích thước của nó trước khi sấy và bào. Chiều dài thực tế được sử dụng.
Một bảng Essex là bảng tổng hợp số lượng bảng feet về gỗ có kích thước khác nhau.